# Limnocentropus moselyi
Limnocentropus moselyi is een schietmot uit de familie Limnocentropodidae. De soort komt voor in het Oriëntaals gebied.